# 田艇吉

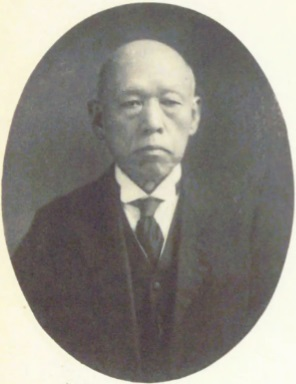
田 艇吉

田 艇吉（でん ていきち、嘉永5年9月6日（1852年10月18日） - 昭和13年（1938年）11月17日）は、日本の政治家、実業家。丹波国氷上郡柏原藩領下小倉村（現在の兵庫県丹波市柏原町下小倉）出身。号は楓軒、松鶴。

## 経歴
丹波国氷上郡柏原藩領の下小倉村（現在の兵庫県丹波市柏原町下小倉）に田文平の長男として生まれる。8歳より村医だった長沢順方に師事して読み書きを学ぶ。12歳の時に小島省斎に入門。学問を修めた後、明治3年（1870年）には19歳で村総代となった。
明治12年（1879年）第一期兵庫県会議員に当選。氷上郡書記、氷上郡長などを歴任の後、明治24年（1891年）に衆議院議員に当選（以後衆議院議員として当選4回）。明治32年（1899年）、阪鶴鉄道株式会社取締役社長に就任。鐘ヶ坂隧道の開通や阪鶴鉄道の開通などに尽力した。
昭和13年（1938年）11月17日、脳溢血で死去、享年87。墓所は丹波市柏原町下小倉の田家代々の墓。

## 銅像
西日本旅客鉄道（JR西日本）福知山線柏原駅前には艇吉の功績を顕彰するため、銅像が建てられている。台座の「田 艇吉翁」の題字は、若槻礼次郎の揮毫。

## 親族
- 長男：田昌（大蔵次官・衆議院議員）
- 二男：小谷哲（柏原銀行頭取・柏原町長の小谷保太郎の養子）
- 三男：園田寛（平安南道知事）
- 弟：田健治郎（男爵）[2]
- 大甥：田英夫（参議院議員）
- 長女の夫：西村淳蔵（衆議院議員）
- 二女の夫：吉田平吾（台湾総督府逓信局長）
- 三女の夫：大木彝雄（宮中顧問官）
- 四女の夫：生駒高常（石川県知事・台中州知事）
- 孫：小谷正雄（物理学者・東京理科大学学長、小谷哲の子）
- 曾孫：小谷正博（化学者・学習院大学教授、小谷正雄の子）
- 先祖に元禄期の女流俳人田捨女がいる[2]。